# إلروسيو

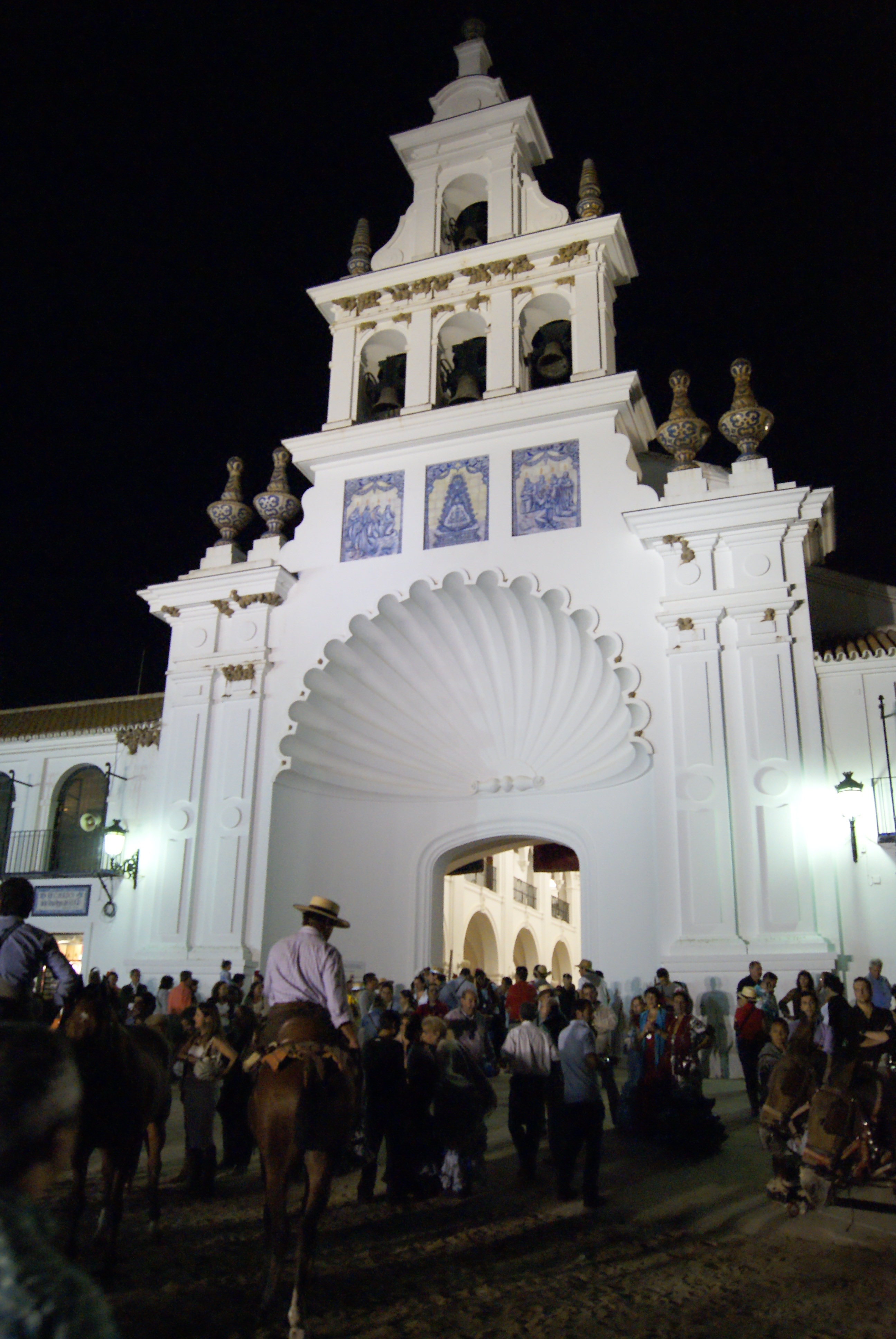
بوابة كنيسة إل روسيو

روميريا ديل روسيو (بالإسبانية: Romería de El Rocío)هو مظهر من مظاهر الدين الشعبي الكاثوليكي الأندلسي تخلذ سنوياً تكريما للعذراء الروسيو. تتم في نهاية الاسبوع من عيد العنصرة. تقع في ضيعة (aldea) الروسيو، التابعة لقرية ألمونتي في مقاطعة ويلفة. يعتبر هذا المحج من أهم المواقع زيارتاً في إسبانيا يصلها الناس من جميع أنحاء العالم. جمال المنطقة الطبيعي، بسبب وقوعها في أكبر محمية طبيعية في أوروبا، والفولكلور الشعبي، الخيول والسيارات والناس الذين يرتدون الزي التقليدي للمنطقة هو جوهر هذا الحج تكريما للعذراء.
السفر إلى المحج يكون سيرا على الأقدام وعلى ظهور الخيل وفي عربات مزينة، والطريق الذي يمرون عبرها هي جزء من حديقة دونيانا، تمر القوافل تلوى الأخرى بعد الوصول إلى باب الكنيسة ويتلون بعض الأبيات والصلوات. يكتمل الحج حين يتم القفز من السياج وتبدأ المنافسة حول من يزخر بحمل لوح على هيئة السيدة العذراء مريم التي تسمى "الحمامة البيضاء"، وهو شرف يتنافس عليه أبناء قرية ألمونتي.
وتوجد أكثر من 100 جمعية (107 في 2008 و110 في عام 2012) تنظم وتستعد طوال السنة لهذا اللقاء. ومن بين المشاهير الذين زاروا القرية هو البابا الراحل يوحنا بولس الثاني، وكان ذلك في 14 يونيو 1993.

## معرض الصور

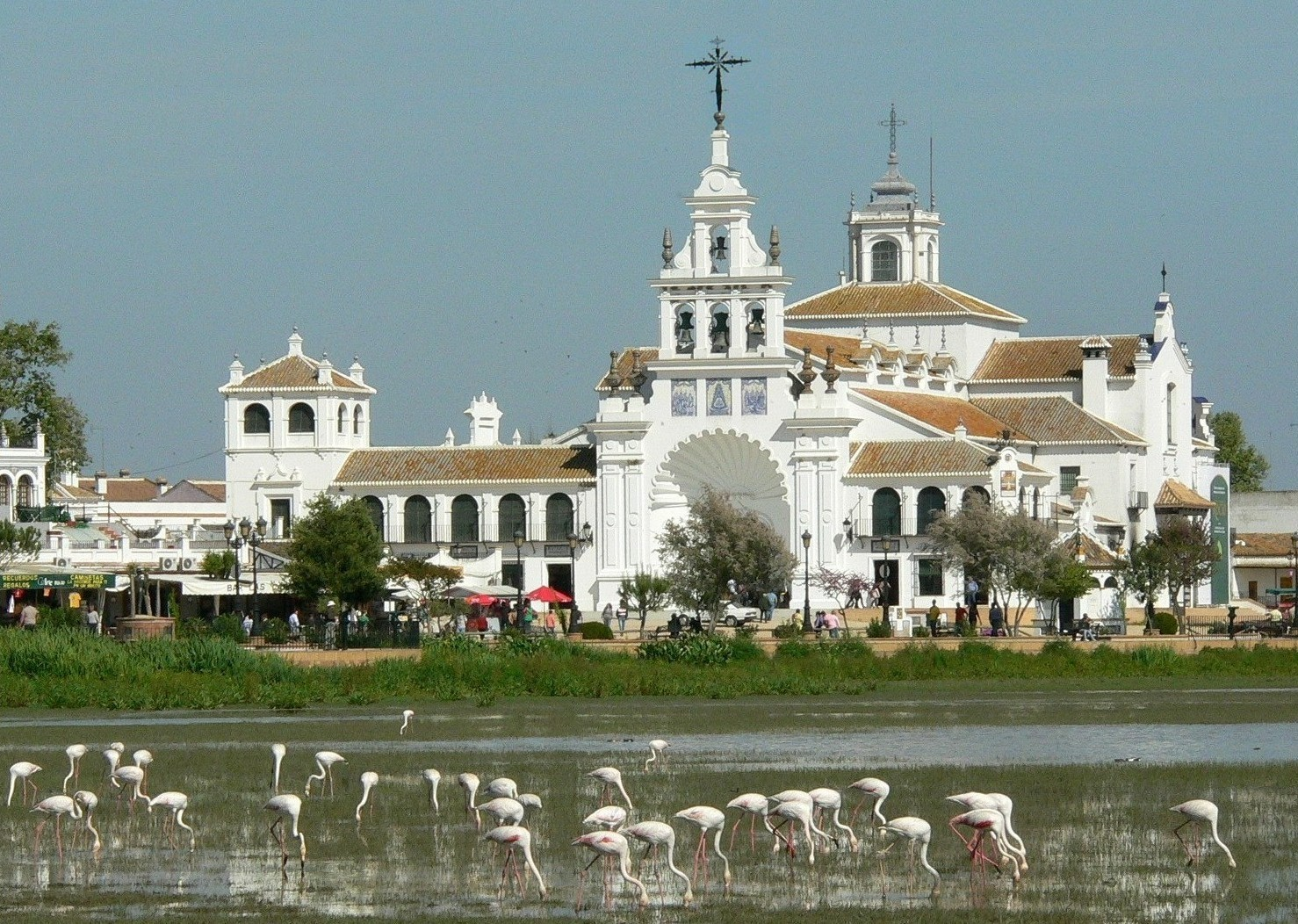
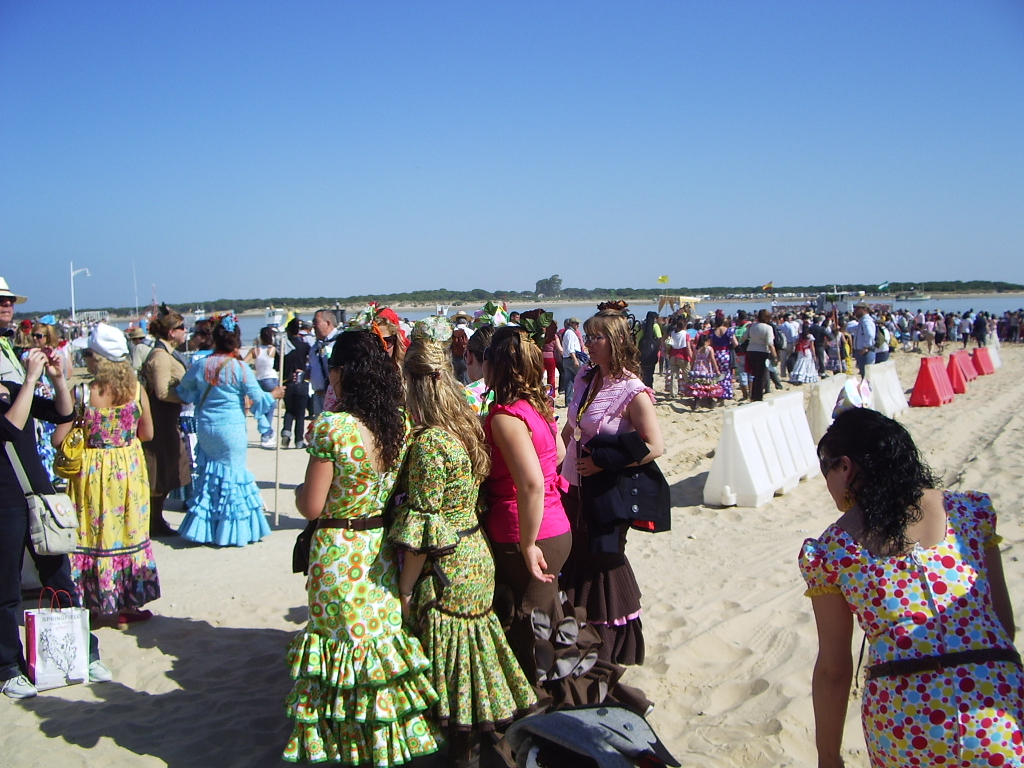
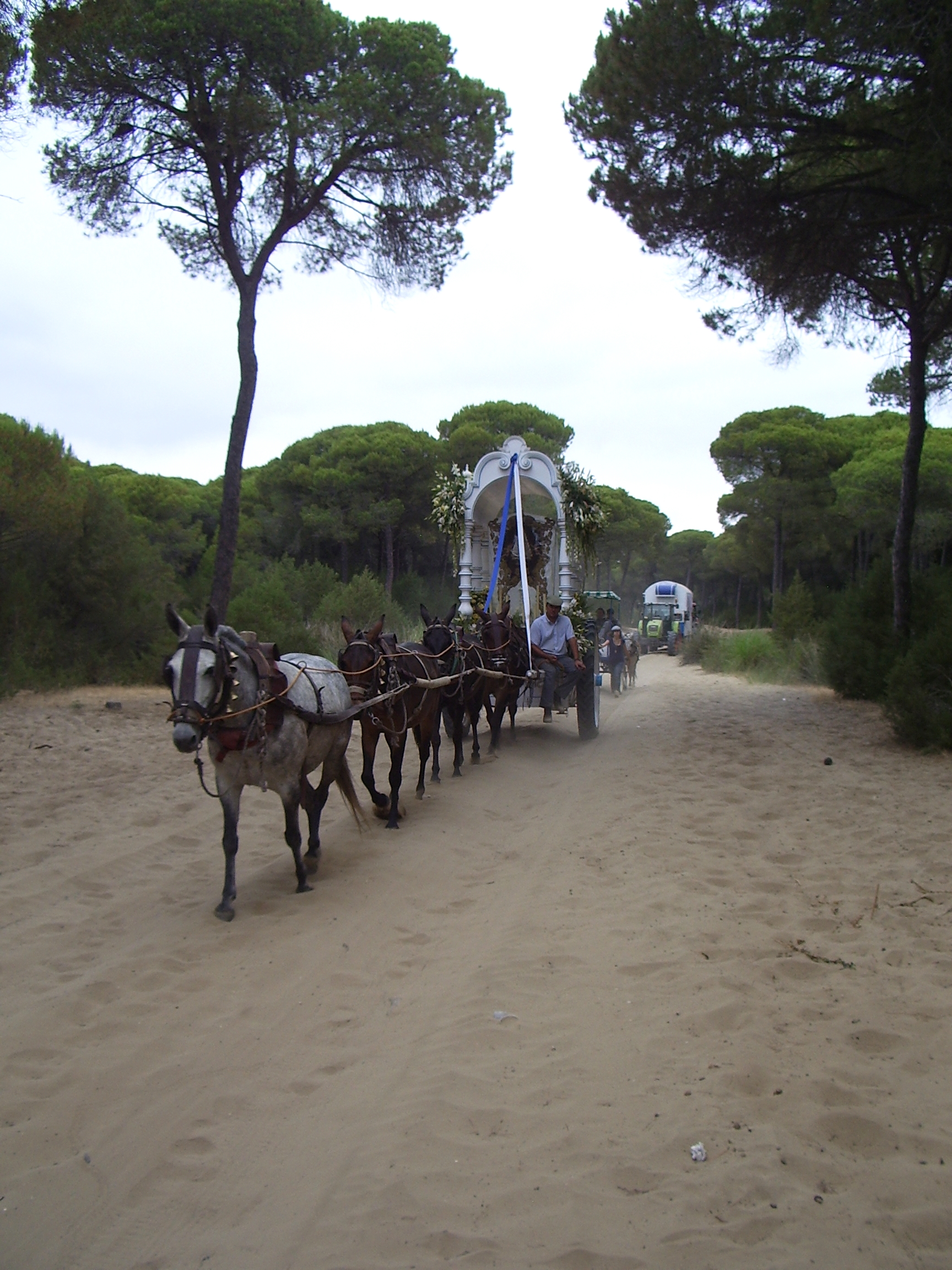
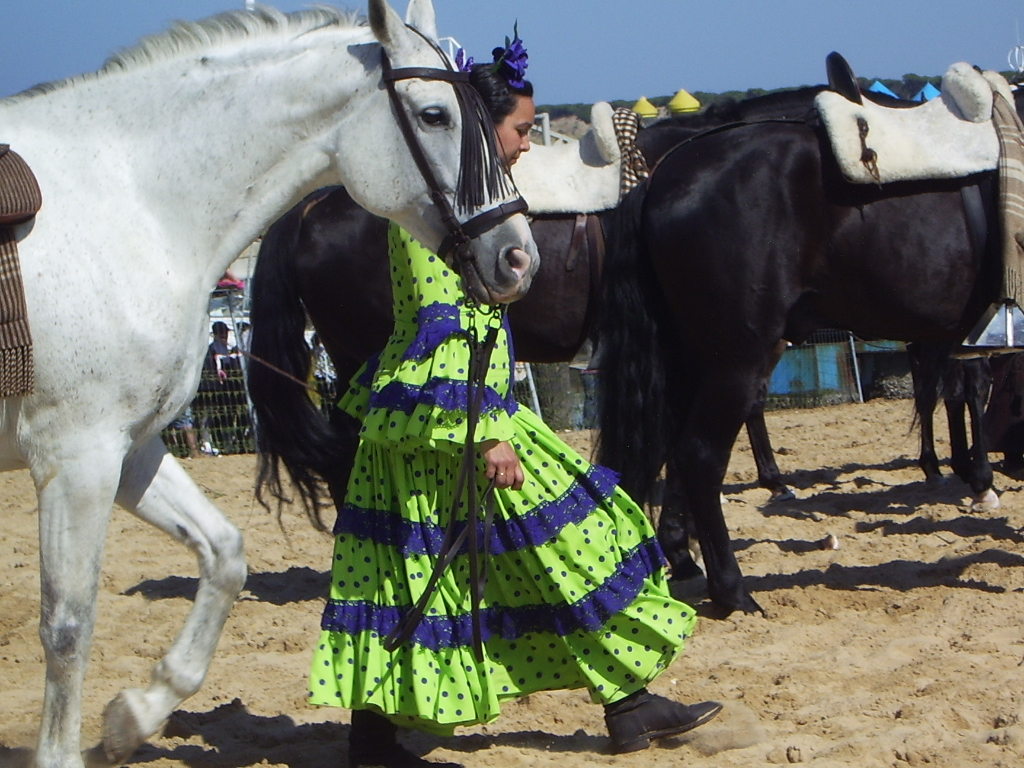
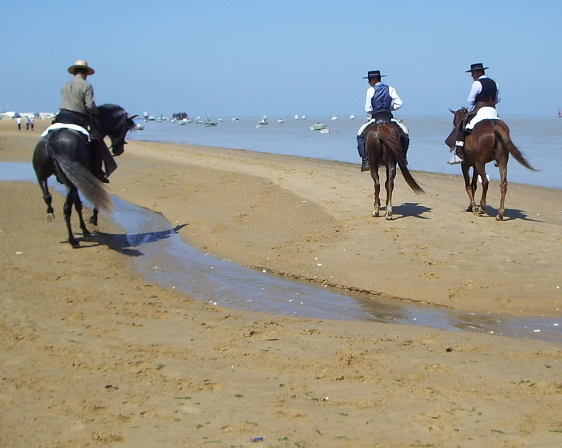